# Мамедова, Фарида Джафар кызы
Фари́да Джафа́р кызы́ Маме́дова (азерб. Fəridə Cəfər qızı Məmmədova; 8 августа 1936, Али-Байрамлы — 8 декабря 2021) — азербайджанский историк, доктор исторических наук, профессор. Член-корреспондент Национальной академии наук Азербайджана.

## Биография
Окончила Азербайджанский государственный университет. Автор свыше 60 научных работ, в том числе 7 из них опубликованы за рубежом. Доктор исторических наук. Член-корреспондент Национальной академии наук Азербайджана. Работала в Институте истории Академии наук Азербайджана. Основные работы посвящены истории Кавказской Албании.
С 1978 года преподавала в Азербайджанском государственном университете, в Азербайджанском педагогическом институте, в 1997—1998 годах — в Университете «Хазар», с 1998 года — в Западном университете заведовала кафедрой «Гуманитарные дисциплины».
Руководила кафедрой «Исторические науки» в Национальной академии авиации Азербайджана.
Умерла 8 декабря 2021 года.

## Критика
Российский историк и этнограф В. А. Шнирельман в своей книге «Войны памяти» считает Мамедову главным пропагандистом т. н. «албанского мифа» — ревизионистской исторической концепции, проводящиеся в Азербайджане при государственной поддержке:
В Азербайджане книга Мамедовой была встречена достаточно благосклонно. Восторженную рецензию на неё написал академик Буниятов, нашедший тем самым повод лишний раз подчеркнуть значимость своих собственных идей — о самостоятельной Албанской церкви, об албанской литературной традиции и, в особенности, о стабильности государственных границ Кавказской Албании. He менее лестным был и отзыв И. Алиева, назвавшего Мамедову «рыцарем истины», неутомимо борющимся с «армянскими фальсификациями истории». Правда, дело портили элементарные ошибки Мамедовой — незнание даты рождения Мхитара Гоша, путаница в генеалогии албанских Аршакидов, которые, вопреки ей, имели парфянские, а не персидские корни. Будучи профессионалом, Алиев не мог все это оставить без внимания.
Сама Мамедова отмечает, что Гейдар Алиев лично требовал научную критику на каждую книгу об истории Албании, издаваемую в Армении.
Доктор филологических наук Э. Пивазян приводит пример фальсификации Ф. Мамедовой в работе «Политическая история и историческая география Кавказской Албании», которая на стр. 24-25 приписала примечание переводчика, отсутствующие в оригинале, автору средневекового судебника Мхитару Гошу.
В изданной в Ереване работе, историки А. А. Акопян, П. М. Мурадян, и К. Н. Юзбашян обвиняют Мамедову в подтасовке цитат. Как они отмечают, «Политическая история и историческая география Кавказской Албании» Ф. Мамедовой в подтверждение своей концепции армяно-албанской границы цитирует слова С. В. Юшкова: «Нельзя думать, что Албания при Страбоне занимала только долину по левому течению реки Куры». Между тем, согласно авторам, С. В. Юшков этой фразой утверждал вхождение в состав Албании не равнин за Курой, а большей части Дагестана (полемизируя с А. Яновским, помещавшим Албанию лишь на левобережной равнине вплоть до Кавказских гор).. Для доказательства принадлежности Сюника к античной Албании Ф. Мамедова ссылается на с. 216 работы Гюбшманна об армянской топонимике, хотя на этой странице вообще нет слова «Сюник».

### Научная дискуссия вокруг книги Мамедовой «Кавказская Албания и албаны»
В конце 2005 — начале 2006 гг. в азербайджанской академической среде и обществе оживлённо обсуждалась новая книга Фариды Мамедовой «Кавказская Албания и албаны». Мамедова была подвергнута критике; критики, в частности, утверждали, что она «предатель Родины» и «армянская шпионка». Главным критиком Мамедовой выступал директор Института истории Национальной академии наук Азербайджана (НАНА), член-корреспондент НАНА профессор Ягуб Махмудов; главным же пунктом критики явилась помещённая Мамедовой историческая карта «Албания и сопредельные страны во II—I вв. до н. э.», на которой было указано государство Великая Армения. Кроме того, профессор Махмудов утверждал, что тема книги неактуальна: «Албания никому не нужна, нам необходима Атропатена». Заместитель Махмудова Джаби Бахрамов утверждал, что «приведённые в книге карты расходятся с государственными интересами азербайджанского народа». В Нахичеванском отделении НАНА прошли обсуждения по книге, где отмечалось, что «эта книга написана на основании ошибочных источников», а принявшие участие в обсуждении ученые отметили «важность борьбы с теми, кто старается фальсифицировать нашу историю и ставит перед собой совершенно иные цели в этой области»
.
Со своей стороны, Мамедова утверждала, что истинной причиной критики было невыполнение ею требований профессора Махмудова, который, когда занял свою должность, якобы «потребовал у меня 5 готовых проблем по Кавказской Албании, чтобы издать их в виде 5 монографий от своего имени». Знакомясь же с вышедшей монографией, он при виде упомянутой карты заявил Мамедовой, что она «продалась армянам, Европе и Америке». После этого Махмудов, по словам Мамедовой, «дал поручение всем историкам института доказать, что такого понятия, как „Великая Армения“, в источниках, в истории, в историографии не было вообще, и Фарида Мамедова сама придумала его и раскритиковала. (…) Затем он заставил купить книгу и поручил сотрудникам института написать отрицательные рецензии. Учёный секретарь Говхар Мамедова предложила „рецензентам“ выхватить цитаты из контекста и навешивать ярлыки „предатель родины“ и т. д. (…) Весь институт был превращён в „фабрику“ по написанию отрицательных рецензий. Директор тогда широко использовал многие телеканалы, на которых открытым текстом объявил меня „армянской шпионкой“, „продавшейся армянам“, а книгу, мол, субсидировали 3 армянских банка России. Это был призыв к моральной и физической расправе со мной. Эффект получился обратный. Обеспокоенная общественность просила меня не выходить из дома и пользоваться только услугами такси». Со своей стороны, Мамедова не только отрицает обвинение в том, что она «продалась армянам», но наоборот, с гордостью утверждает, что «моя монография показала несостоятельность существующей в азербайджанской науке армянской концепции, которой упорно придерживаются и пропагандируют директор института Я. Махмудов и член-корр НАНА Наиля Велиханлы».

## Высказывания
Из книги «Кавказская Албания и албаны»:
Разные по происхождению и языку этносы интегрируют, а сильнейшие из них, в данном случае огузы, ассимилируют (поглощают, растворяют в себе) и албан (часть, живущую в равнинной части страны), и часть ираноязычного этноса, но при этом немаловажную роль обязана сыграть религия, которая должна быть общей для трех этносов, в данном случае — ислам.

## Основные работы
- «История албан» Моисея Каланкатуйского как источник по общественному строю Кавказской Албании. — Баку, 1977.
- Политическая история и историческая география Кавказской Албании. — Баку, 1986.
- Историческая география Азербайджана. — Баку, 1987 (с соавт.).
- Причинно-следственная связь Карабахской проблемы (издано в Германии и в Азербайджане).
- Le probleme de l’ethnos albanv-caucasien «L’antropoloqie sovietique». — Париж, 1990.
- Кавказская Албания и албаны. — Баку, 2005.